# Novafrontina uncata
Novafrontina uncata là một loài nhện trong họ Linyphiidae.
Loài này thuộc chi Novafrontina. Novafrontina uncata được Frederick Octavius Pickard-Cambridge miêu tả năm 1902.